# Muotathal
Muotathal är en ort och kommun i distriktet Schwyz i kantonen Schwyz, Schweiz. Kommunen har 3 589 invånare (2023).
I kommunen finns orterna Muotathal, Hinterthal, Bisisthal och Ried.